# 末広町 (高崎市)
末広町（すえひろちょう）は、群馬県高崎市の地名。郵便番号は370-0065。面積は0.19km2(2012年現在)

## 地理
高崎市の中央部、市街地北部に位置している。長野堰が中央部を貫流し、北部を一貫堀が流れている。

## 歴史
1902年に高崎市赤坂の一部が独立して成立した地名である。

### 年表
- 1902年（明治35年） 高崎市赤坂の一部が独立し、高崎市末広町となる。
- 2006年（平成18年）8月4日 高崎市総合福祉センターが開館する。

### 地名
新しく開かれた道に沿って、あたかも扇の広がるように発展していったことからきており、高崎の旧城主大河内家の家紋が「三つ扇」で、3つの扇が要を中心に外に向かって開いているのと似ていることから、高崎発展の象徴と考えらてた。

## 世帯数と人口
2017年（平成29年）8月31日現在の世帯数と人口は以下の通りである。
| 町丁   | 世帯数  | 人口    |
| ------ | ------- | ------- |
| 末広町 | 513世帯 | 1,047人 |

## 小・中学校の学区
市立小・中学校に通う場合、学区は以下の通りとなる。
| 番地 | 小学校           | 中学校             |
| ---- | ---------------- | ------------------ |
| 全域 | 高崎市立北小学校 | 高崎市立第一中学校 |

## 交通

### 鉄道
当町に鉄道駅はない。

### 道路
国道は通っていない。県道は群馬県道27号高崎駒形線、群馬県道29号あら町下室田線、群馬県道129号飯玉本町線が通っている。

## 施設
- 高崎市総合福祉センター
- 高崎市少年科学館
- 高崎市文化会館
- 高崎市立高崎幼稚園
- 高崎末広町郵便局
- 中曽根康弘資料館